# Fervidicoccus
A Fervidicoccus fontis egy anaerob organotróf Archaea faj a Fervidicoccus nemben. Az archeák – ősbaktériumok – egysejtű, sejtmag nélküli prokarióta szervezetek. Termofil és némileg acidofil, megtalálható az  Uzon Kalderánál 75 °C és 80 °C között. Sejtjei egyedülállóak, gömb alakúak 1–3 μm átmérőjűek, és nincs ostoruk.